# Innocent (노래)
‘Innocent’는 미국의 싱어송라이터 테일러 스위프트의 노래로, 2010년에 발표한 세 번째 정규 음반 “Speak Now”에 수록되어 있다. 작사 및 작곡은 스위프트가 혼자서 하였으며, 프로듀싱은 네이선 채프먼과 공동으로 작업하였다. 2009년 MTV 비디오 뮤직 어워드에서 수상 소감을 이야기하던 도중 카니예 웨스트가 난입한 사건에 대한 반응으로 쓴 것으로 추정되고 있으며, 스위프트는 다음 해에 개최된 MTV 시상식에서 ‘Innocent’를 불렀다. 음악 평단으로부터는 혼합된 반응을 얻었으며, 빌보드 핫 100과 캐나다 핫 100 차트에서 각각 27위와 53위를 기록하였다.

## 평가
노래는 음악 평단으로부터 혼합된 평가를 받았다. 워싱턴 포스트의 알리슨 스튜어트는 노래를 "수동적 공격성으로 만들어진 작은 걸작"이라고 평하였다. 히트픽스 멜린다 뉴먼은 이 곡이 "아름다운" 가사와 개인적인 디테일, 보편적인 어필의 균형을 유지하고 있다는 점에선 호평을 하였으나, 스위프트의 보컬 전달력이 부족하였다고 지적하였다. 그리고 공연에 대해 B라는 점수를 부여하였다.

## 크레딧
크레딧은 타이달에서 발췌하였다.
- 테일러 스위프트 - 보컬, 송라이터, 프로듀서, 어쿠스틱 기타
- 네이선 채프먼 - 프로듀서, 어쿠스틱 기타, 피아노, 디지털 피아노, 밴조, 베이스 기타, 전기 기타, 맨돌린, 오르간, 신시사이저
- 브라이언 서튼 - 어쿠스틱 기타
- 아모스 헬러 - 베이스 기타
- 팀 마크스 - 베이스 기타
- 토미 심스 - 베이스 기타
- 존 가드너 - 드럼
- 닉 부다 - 드럼
- 섀넌 포레스트 - 드럼
- 그랜트 미켈슨 - 전기 기타
- 마이크 메도스 - 전기 기타
- 폴 시도티 - 전기 기타
- 롭 하자코스 - 피들
- 팀 라우어 - 피아노, 해먼드 B3
- 알 윌슨 - 퍼커션
- 에릭 다켄 - 퍼커션
- 스미스 커리 - 스틸 기타

## 차트 성적
| 차트 (2010)              | 최고 순위 |
| ------------------------ | --------- |
| 캐나다 (캐나디안 핫 100) | 53        |
| 미국 빌보드 핫 100       | 27        |